# Municipio de Monroe (condado de Jefferson)
El municipio de Monroe (en inglés: Monroe Township) es un municipio ubicado en el condado de Jefferson en el estado estadounidense de Indiana. En el año 2010 tenía una población de 374 habitantes y una densidad poblacional de 3,94 personas por km².

## Geografía
El municipio de Monroe se encuentra ubicado en las coordenadas 38°51′19″N 85°24′52″O / 38.85528, -85.41444. Según la Oficina del Censo de los Estados Unidos, el municipio tiene una superficie total de 94.86 km², de la cual 94,78 km² corresponden a tierra firme y (0,08 %) 0,07 km² es agua.

## Demografía
Según el censo de 2010, había 374 personas residiendo en el municipio de Monroe. La densidad de población era de 3,94 hab./km². De los 374 habitantes, el municipio de Monroe estaba compuesto por el 95,99 % blancos, el 3,21 % eran afroamericanos, el 0,27 % eran asiáticos y el 0,53 % eran de una mezcla de razas. Del total de la población el 1,07 % eran hispanos o latinos de cualquier raza.